# Biberwier
Biberwier est une commune autrichienne du district de Reutte dans le Tyrol.

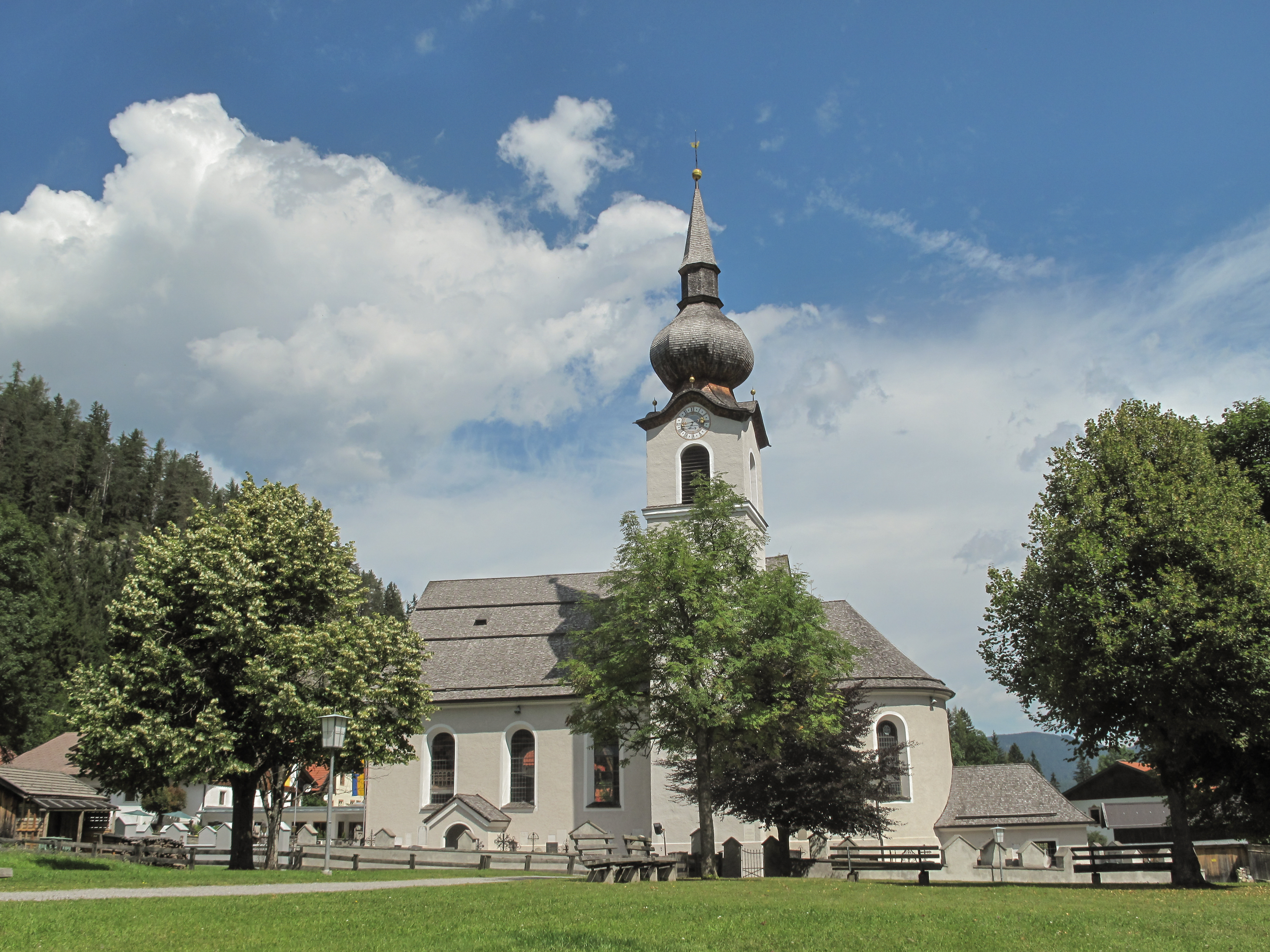
Église : Pfarrkriche zum Sankt Josef.

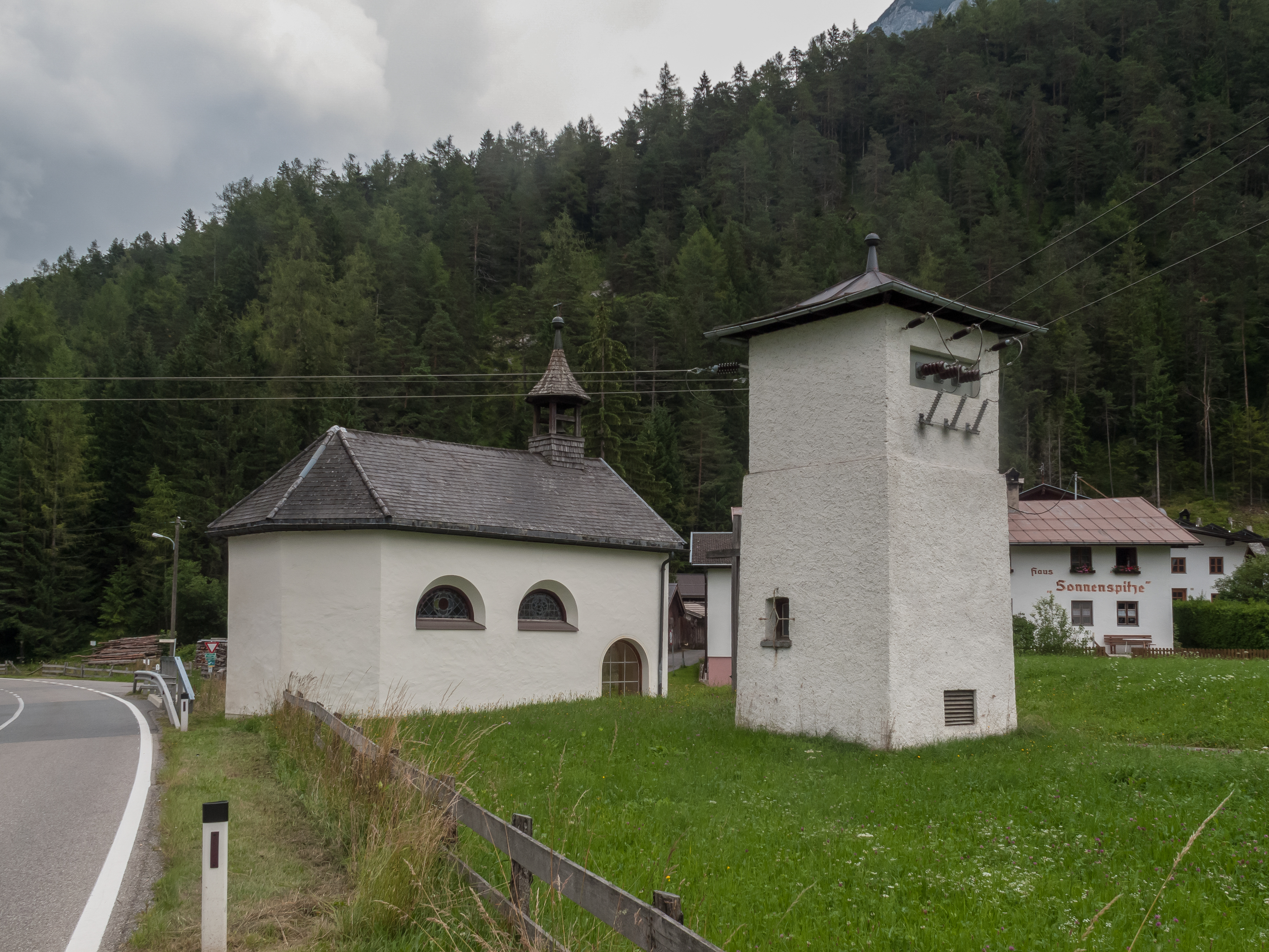
Chapelle : Kapelle Mariahilf in der Schmitte.